# Piros Ildikó
Piros Ildikó (Kecskemét, 1947. december 23. –) Kossuth- és Jászai Mari-díjas magyar színésznő, érdemes művész, a Halhatatlanok Társulatának örökös tagja.

## Életpályája
Édesapja Piros István László magyar királyi közellátási előadó, aki Pavel Antal József fiaként Pavel István néven született, de még a házassága előtt felvette édesanyja, Piros Mária családnevét, így a gyerekei már a Piros vezetéknevet viselték születésüktől kezdve. Édesanyja Gáspár Pálma Klára. Egy nővére és egy húga van. Utóbbi, dr. Piros Györgyi a Szegedi Tudományegyetem klinikájának kardiológus főorvosa.
Szülővárosában érettségizett, majd elsőre felvételt nyert a Színház- és Filmművészeti Főiskolára. 1200 jelentkezőből választották ki a legjobb tizenkettő közé. A főiskolára édesanyja unszolására jelentkezett, miután édesapját már 13 éves korában elveszítette.
A főiskolán Várkonyi Zoltán osztályába járt, többek között Kern Andrással, Sunyovszky Szilviával és Verebes Istvánnal. Másik tanára a főiskolán Vámos László volt. Mint harmadéves hallgató 1968-ban a Madách Színházban Dürrenmatt Nagy Romulus című darabjában lépett először színpadra.
1970-ben végzett a főiskolán, majd 37 éven át a Madách Színház tagja (2007-ig), bár Várkonyi Zoltán is szerette volna szerződtetni a Vígszínházhoz. A Madáchban sokat dolgozott együtt Ádám Ottó rendező-igazgatóval.
2007 és 2012 között a Soproni Petőfi Színház társulatának tagja volt.
2010-től a Turay Ida Színházban is játszik.
Számos színdarabban fellépett már országszerte, szinte nincs olyan karakter, amit ne formált volna meg.
2000–2014 között a Magyar Táncművészeti Főiskola színészi játék tanára volt.
Filmszerephez 1966-ban jutott, és két évvel később Hintsch György A veréb is madár című vígjátékában az egyik női főszereplő figuráját játszotta. Legismertebb szerepeinek egyike a Szabó Magda regényéből készült, 1978-ban bemutatott Abigél című tévésorozat, melyben Zsuzsanna testvér alakját formálta meg. 2016-ban szerepelt Kovács Ákos Ugyanúgy című dalának videóklipjében. Még ugyanebben az évben a Pécsi Országos Színházi Találkozó díszvendége volt.
2021-ben a Magyar Művészeti Akadémia levelező tagjává választották.

## Magánélete
Első férje Pintér Tamás kaszkadőr volt (1969-től), akivel csak néhány évig tartott a házasságuk, s egy közös fiuk született. Második férje Huszti Péter Kossuth-díjas színművész, akivel 1975-ben kötött házasságot, és szintén van egy közös fiuk.

## Színházi szerepei
- Kodály Zoltán: Háry János (Meluzina grófnő)
- G. B. Shaw: Sosem lehet tudni (Glória)
- Tamási Áron: Énekes madár (Magdó)
- Csehov: 
  - Sirály (Nyina)
  - Három nővér (Irina)
- Molnár Ferenc: 
  - Doktor úr (Sárkányné)
  - Az ördög (Jolán)
  - Az üvegcipő (Adél)
  - A testőr (Színésznő)
- Szép Ernő: Patika (Patikusné)
- Brecht–Weill: Mahagonny városának tündöklése és bukása (Jenny)
- Noël Coward: Szénláz (Judit Bliss)
- Sütő: Egy lócsiszár virágvasárnapja (Lisbeth)
- Illyés: Sorsválasztók (Fruska)
- Sarkadi: Elveszett Paradicsom (Mira)
- Karinthy Ferenc: Szellemidézés (Rika)
- Görgey Gábor: Mikszáth különös házasságai (Mauks Ilona)
- Szakonyi: Holdtölte (Ágnes)
- Shakespeare: 
  - Othello (Desdemona)
  - Vízkereszt, vagy amit akartok (Viola)
  - Hamlet (Ophelia)
- Miroslav Krleža: Terézvári garnizon (Waronigg bárónő)
- Agatha Christie: A vád tanúja (Romaine)
- Schiller: Ármány és szerelem (Lady Milford)
- Stendhal: Vörös és fekete (De Renalné)
- Rostand: A sasfiók (Mária Lujza)
- Kosztolányi Dezső: Édes Anna (Vízyné)
- Tennessee Williams: Üvegfigurák (Amanda Wingfield)
- Arthur Miller: Édes fiaim (Kate Keller)
- Görgey Gábor: Mikszáth különös házasságai (Maukdós Ilona)
- Vajda Anikó–Bradányi Iván: Pimasz angyalok (Marlene Dietrich)

## Filmjei

### Játékfilmek
- Nem szoktam hazudni (1966)
- A veréb is madár (Szöszi, 1968)
- Gyula vitéz télen-nyáron (1970)
- Hahó, Öcsi! (1971)
- Emberrablás magyar módra (1972)
- Lila ákác (1972)
- Kakuk Marci (1973)
- Sose lehet tudni (1974)
- Macskajáték (Az ifjú Orbánné, 1974)
- Kettévált mennyezet (1981)
- Kettévált mennyezet (Zsuzsa, 1982)
- Gyertek el a névnapomra (Péteri Luca, 1983)
- Az élet muzsikája – Kálmán Imre (1984)
- Az Angol királynő (1988)
- A tékozló apa (1992)
- Magunk maradtunk (2022)

### Tévéfilmek
- Sárga rózsa (1968)
- Az ember tragédiája (1969)
- Szép leányok, ne sírjatok! (1970)
- A hasonmás (1970)
- Jövőbéli históriák – Fantasztikus novellák (1970)
- Tizennégy vértanú (1970)
- Uborkafa (1971)
- Egy óra múlva itt vagyok… (1971)
- Rózsa Sándor 1–12. (1971)
- A fekete város 1–7. (1972)
- Férfiak mesélik (1972)
- Az ember melegségre vágyik (1972)
- Az ördög cimborája (1973)
- A Lúdláb királynő (1973)
- Az ozorai példa (1974)
- III. Béla (1974)
- Othello (1975)
- Forduljon Psmithhez (1975)
- Ciklámen (1975)
- Szellemidézés (1975)
- Asszony a viharban (1975)
- A szerző persze őrült (1976)
- Abigél 1–4. (Zsuzsanna, 1978)
- A két Bolyai (1978)
- IV. Henrik király (1980)
- Családi kör (1980)
- A 78-as körzet 1–6. (1982)
- A tenger 1–6. (1982)
- Széchenyi napjai (1985)
- Az angol királynő (1988)
- Randevú Budapesten (1989)
- Holnapra a világ (1990)
- Kéz kezet mos (1990)
- The long shadow (1992)
- Kisváros (Komlósi Hédi, 1993–2001)
- A kert (1994)
- A színésznő (2018)

### Videóklipek
- Ákos – Ugyanúgy (2016)

## Hangoskönyvek
- Szabó Magda: Abigél (Titis Kft.), (2006)[13]

## Díjai, elismerései
- Jászai Mari-díj (1983)
- Déryné-díj (1993)
- Legjobb női alakítás díja (1997)
- Érdemes művész (2003)
- Kossuth-díj (2012)
- Vastaps-díj (2013)[14]
- Tolnay Klári-emlékérem (2014)[15]
- Arany Medál Életműdíj (2017)[16]
- Kecskemét tiszteletbeli polgára (2017)[17]
- Bessenyei Ferenc-díj (2019)[18]
- Örökös tag a Halhatatlanok Társulatában (2023)
- A Magyar Filmakadémia életműdíja (2024)[19]

## Portréfilmek
- Hogy volt?! – Piros Ildikó és Huszti Péter televíziós munkái (2011)
- Hogy volt?! – Piros Ildikó születésnapjára (2014)
- Szerelmes földrajz – Piros Ildikó (2017)
- Kettesben Szabó Anett-tel – Piros Ildikó (2018)
- Húzós – Piros Ildikó (2023)
- Kontúr – Piros Ildikó (2024)